# Andarig
Andarig of Anderiq was een koninkrijk in de oudheid van noordelijk Mesopotamië. Het wordt meerde malen genoemd in de documenten gevonden in Mari en lag waarschijnlijk in de streek rond Sinjar in het noorden van Irak. Er wordt vermoed dat Tell Khoshi de overblijfselen van de stad herbergt, maar opgravingen daar zijn vrij oppervlakkig en beperkt geweest tot dusver.
Het moet een vrij grote en machtige stad geweest zijn in het 3e millennium v.Chr. In de tijd van Shamshi-adad I was het een van zijn vazallen. Na diens dood was het een regionale macht en kennen we met name uit de archieven van Mari een aantal koningen en hun lotgevallen.

## Qarni-Lim
Van ca. 1770-1766 was Qarni-Lim koning van Andarig. Hij bemoeide zich met de politieke ontwikkelingen in
het koninkrijk Apum en na de dood van koning Turum-natki (1772), die waarschijnlijk zijn vazal was zette hij er eerst diens zoon Haya-abum op de troon en vervolgens ene Zuzu, die echter de dood vond door van de stadsmuur te vallen. Daarna verloor Qarni-Lim zijn vazal Apum waarschijnlijk aan Elam.
Qarni-Lim was aanvankelijk een bondgenoot van Ešnuna maar koos later de kant van het Mari van Zimri-Lim
In 1766 werd hij op onbekende wijze gedood en onthoofd. Het hoofd was in Qattunan en het lichaam werd in de Khabur gegooid. Voor Mari ging hiermee een belangrijke bondgenoot verloren, hoewel het archief van Mari stelt dat hij door een godheid 'ter verantwoording geroepen was' voor zijn weigering troepen te leveren toen Zimri-Lim dat vroeg. Zimri-Lim die op dat moment op reis naar de Middellandse Zee was, kan hem dus best hebben laten vermoorden. Ene Bahdi-Lim schreef Zimri-Lim om te vragen hoe het nu moest met de begrafenis van het hoofd van Qarni-Lim.
Wat er precies met Apum en Apums hoofdstad Šubat-Enlil gebeurde na Qarni-Lims dood is niet duidelijk

## Atamrum
Een jaar of wat na de dood van Qarni-Lim, (ca. 1765) bezetten  troepen van Ešnuna Andarig en geven de troon aan Atamrum de zoon van Warad-Sim, koning van Allahad. Atamrum had doorvoor al met steun van Elam de stad Razama belegerd. In 1761 belegert Zimri-Lim de stad, maar zijn eigen stad werd kort daarop door Hammurabi ingenomen, wat een einde maakt aan de stad Mari (en het archief daar).

## Himdiya
Later erft Himdiya de troon van zijn vader. Hij heeft waarschijnlijk ook twee jaar over Apum geregeerd. Hij weet Amaz te veroveren, maar komt in conflict met Hammurabi. Daarna verdwijnt Andarig uit beeld en raakt als vele steden in de regio onbewoond.